# Lupinus bakeri
Lupinus bakeri är en ärtväxtart. Lupinus bakeri ingår i släktet lupiner, och familjen ärtväxter. Utöver nominatformen finns också underarten L. b. bakeri.